# Førepollen
Førpollen (eller Førepollen) er en fjord på vestsiden af Langøya i Bø kommune i Vesterålen, Nordland fylke  i Norge. Fjorden har indløb mellem Søbergshagan i nord og Fjærvollklubben i syd og går fire kilometer mod nordøst til Straume.
Bebyggelsen Søberg ligger på nordsiden af fjorden lige øst for Søbergshagan. På den modsatte side af  fjorden, over for Søberg ligger bebyggelsen Føre, som  fjorden har navn efter. En anden bebyggelse længere mod nord på østsiden er Forøya. Ved Forøya smalner fjorden ind og bliver kaldt Skjørisen. Denne del af fjorden går ind til enden ved landsbyen Straume. 
Riksvei 820 går langs østsiden af fjorden, mens fylkesvej 903 (Nordland) går langs den indre del af vestsiden.
Skjørisen og Saltvatnet og Førevatnet indenfor er beskyttet som Straume naturreservat.